# Broučí násep

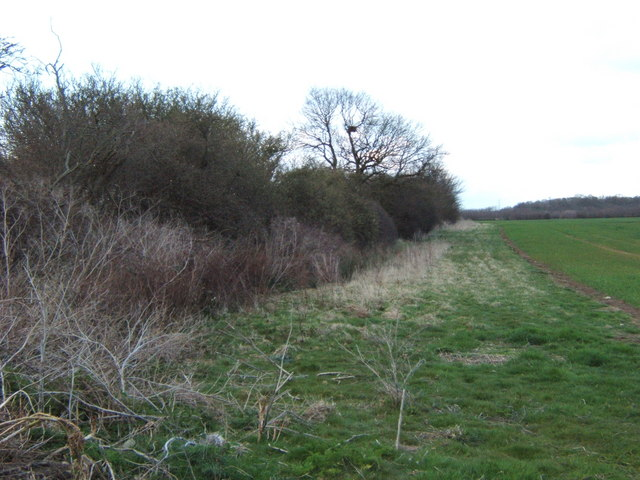
Pás kolem pole ležící ladem, který slouží jako broučí násep

Broučí násep je forma biologického boje proti škůdcům v zemědělství a zahradnictví. Jedná se o pruh osázený trávou (trsy trávy) nebo trvalkami na poli nebo na zahradě, který podporuje a poskytuje stanoviště pro užitečný hmyz, ptáky a další živočichy, kteří se živí škůdci.

## Použití
Broučí náspy se obvykle skládají z rostlin jako je slunečnice, bob, chrpa polní, koriandr, brutnák, Muhlenbergia (trávy z čeledi lipnicovité), kavyl a rod eriogonum z čeledi rdesnovité. Broučí náspy se používají ke snížení nebo k náhradě používání insekticidů a mohou také sloužit jako útočiště ptákům a prospěšným hlodavcům. Například hmyz jako je zlatoočka obecná nebo lumci se živí škůdci. Koncept náspů byl vyvinut v organizaci Game & Conservation Wildlife Trust ve spolupráci s anglickou Southamptonskou univerzitou.
Mezi další významné výhody patří to, že může poskytovat stanoviště pro opylovače a ohrožené druhy. Pokud se používají místní druhy rostliny, endemická a původní flóra a fauna, je tím zároveň podporována tzv. ekologie obnovy.

## Historie pojmu
Podle návrhu pojmu v Oxford English Dictionary, z března 2005 se anglický termín beetle bank začal používat na počátku devadesátých let 20. století, s publikovanými příklady z 22. srpna 1992 ve vydání časopisu New Scientist nebo ze dne 12. října 1994 v sekci společnost deníku Guardian:
"Broučí náspy", nedávná iniciativa společnosti Game Conservancy Trust, by také měly přispívat k podpoře na zemi hnízdících ptáků a rovněž vytvářet kryt pro hmyz, který požírá mšice. To by mělo přinést úspory prostředků na hubení mšic.